# لاریچه
لاریچه، روستایی از توابع دهستان موسی‌آبادِ بخش مرکزی شهرستان دهاقان در استان اصفهان ایران است.

## جمعیت و مردم
جمعیت این روستا براساس سرشماری مرکز آمار ایران در سال ۱۳۸۵، ۲۸۶ نفر (۸۵خانوار) بوده‌است. پنج سال بعد این میزان به ۱۸۸ نفر کاهش یافت و در آخرین سرشماری انجام گرفته (۱۳۹۵) نیز این سکونتگاه با کاهش دوباره نفوس، دارای ۱۳۴ نفر جمعیت (۷۴ مرد و ۶۰ زن) در قالب ۴۸ خانوار می‌باشد. اکثر این مهاجرتها به شهر اصفهان بوده و مهاجرین به‌لحاظ اقتصادی نسبتاً متمکّن هستند.

## تاریخچه
این روستا پایگاه و محل سکونت ترک‌های خراسانی‌ای است که در زمان شاه عباس اول صفوی از محدوده‌ی درگز که موطن اصلی آنها بود به نزدیک اصفهان کوچ داده شدند. مردم این روستا از شاخه آقالر و طایفه‌ی چوله‌های خراسانی هستند. اجداد ساکنان این روستا نقش مهمی در دولت‌های صفوی، افشار و قاجار داشتند. متاسفانه مردم این روستا دیگر قادر به تکلم به زبان ترکی نیستند.